# 埃及假蓬
埃及假蓬（学名：Eschenbachia aegyptiaca），又名埃及白酒草，是菊科白酒草属的植物。分布在阿富汗、马来西亚、埃及、台湾岛、日本、澳大利亚、印度、伊朗以及中国大陆的广东、福建等地，多生在海边及荒地上，目前尚未由人工引种栽培。